# Гостинично-ресторанный бизнес
Гостинично-ресторанный бизнес (ГРБ) — понятие, используемое в лексиконе маркетологов и специалистов по продажам, операторами и участниками рынка (рестораторами, отельерами, шеф-поварами, компаниями-поставщиками и производителями оборудования, продуктов питания и услуг для отелей/гостиниц, ресторанов, баров и кафе), обозначающее область сферы услуг индустрии гостеприимства (общественного питания и гостиничного хозяйства) и особый канал сбыта товаров с непосредственным потреблением продукции в месте продажи «с рук» (англ. on-trade), отличный от продажи «на вынос» (англ. off-trade).
В ряде источников иногда употребляется слово HoReCa — акроним от первых двух букв слов Hotel — Restaurant — Catering/Café (отель — ресторан — кейтеринг/кафе).
Поскольку особенности баров и кафе как каналов сбыта или подвидов сферы гостеприимства покрываются термином «ресторан», рациональней относить Ca к первым буквам catering (кейтеринг). Различия между кафе и рестораном гораздо меньше, чем между кейтерингом и рестораном.

## ГРБ как сегмент сферы услуг
Гостинично-ресторанный бизнес представляет собой услуги отелей, гостиниц и гостевых домов, а также аренды апартаментов и, в целом, обозначает услуги гостеприимства и общественного питания.
Как торговый канал HoReCa представляет собой объединение предприятий общественного питания, сферы услуг, поставщиков B2B-товаров, товаров, предназначенных для перепродажи в точках реализации HoReCa, а также производителей данных товаров, представителей информационно-маркетинговых услуг.

## Точки продаж HoReCa
Под определение точки продаж HoReCa подпадают все точки оказания услуг общественного питания, при этом их объединяет процесс непосредственного употребления продукции на месте реализации. Потребление в сегменте HoReCa происходит в ресторанах, барах, гостиницах, кафе, закусочных, клубах, столовых, бистро, кофейнях и других предприятиях, которые можно отнести к общественному питанию и гостиничному хозяйству.

## Товары HoReCa
Товары HoReCa представляют собой продукцию для продажи в точках HoReCa, а также товары и оборудование для обеспечения деятельности данного сегмента. К подобного вида товарам относятся готовые к употреблению пищевые товары, такие как:
- Алкоголь, сигареты, снековая (англ. snack «перекус») группа продукции и другие товары для перепродажи в точках HoReCa.
- Полуфабрикаты для последующего приготовления, среди которых: замороженные и сублимированные продукты и другие товары, предназначенные для последующего приготовления в точках продаж HoReCa.
- B2B-товары для обеспечения деятельности HoReCa, включая расходные материалы.
- Эксклюзивная продукция премиум-класса для ресторанов и баров.
- Специализированное оборудование HoReCa, различные приспособления для гостиничного и ресторанного бизнеса.
- Так называемые товары но-фуд-группы — расходные материалы для клиентского обслуживания.
- POS-материалы HoReCa (англ. point of sales «место продажи») — рекламно-маркетинговые материалы, которые способствуют продвижению определённого бренда или товара в точках продаж HoReCa: подставки под салфетки, тейбл-тенты, меню-холдеры и проч.

## Маркетинг HoReCa
Необходимо разделять маркетинг точки продаж HoReCa и маркетинг продаваемых с помощью точек товаров HoReCa.
Маркетинг товаров, продаваемых через HoReCa — маркетинг продвижения товаров в точке продаж. При этом сегмент HoReCa не предназначен для реализации продукции в больших объёмах, к которым привыкли поставщики и продавцы ретейла. Как правило, HoReCA является специфическим каналом для потребительских марок для создания репутации (имиджа) и расширения присутствия на рынке/занятия ниши. Продажа товара посредством HoReCa позволяет повысить брендовую стоимость товара (увеличить дополнительную стоимость товарного знака) за счёт антуража точки продажи (заведения), искусства обслуживающего персонала и опыта поваров. Таким образом, данный канал позволяет активно стимулировать продажи определённых марок в розницу. При этом, в отличие от ретейла, в точках продаж HoReCa нет необходимости предоставления большого количества конкурентных марок. В основном, в данной сфере используются эксклюзивные контракты.
Для продвижения продукции в HoReCa используются следующие маркетинговые стратегии:
- Брендинг точки HoReCa.
- Программы лояльности среди постоянных клиентов.
- Программы стимулирования увеличения среднего чека, количества чеков от одного потребителя.
- Программы перекрёстного маркетинга (в случае размещения в торговых центрах и прочих точках с собственной клиентурой).
- Наружная реклама.
- Программы массового обслуживания внутри и за пределами точек HoReCa, среди которых:
  - банкетные программы
  - кейтеринг
  - программы сезонного обслуживания
  - программы выездной торговли.

Для успешного маркетинга HoReCa необходимо оперативное взаимодействие точек продаж, поставщиков и информационных партнёров, что в совокупности позволит обеспечить максимальную удовлетворённость посетителей бизнеса. Следующие элементы необходимы для эффективного маркетинга HoReCa:
- Качество и его сохранение.
- Постоянство всего, что было признано клиентурой «успешным».
- Соблюдение технологичности процесса, производства и упаковки.
- Терпимость и порядочность по отношению к потребителю (клиенту).
- Успешный брендинг самой точки и товаров, в ней предлагаемых.
- Эффективный маркетинг (информационный охват аудитории) за пределами точки HoReCa.